# Clivis
La clivis (du latin clivus, la pente, la montée) est un neume utilisé en chant grégorien. Elle transcrit un groupe de deux notes (carrés élémentaires), celle du haut étant interprétée avant celle du bas. La première note est une virga, qui traduit l'élément haut du groupe, et la seconde est reliée à la première par un trait (si nécessaire), pour rendre l'unité graphique du groupe.
La clivis était autrefois notée par un accent circonflexe, c’est-à-dire un aigu suivi d'un grave :  Sa forme moderne en dérive directement, la barre verticale de la première note est le reste de la virga, et celle unissant les deux notes est le reste de l'accent grave.

## Episèmes
La clivis peut recevoir deux types d'épisèmes :
L'épisème sur la première note () se représente normalement par une barre horizontale  sur la première note. Il est généralement (mais pas toujours…) reproduit ainsi dans les éditions de Solesmes, mais en fin d'incise, sa transcription par Solesmes est systématiquement  une clivis avec deux points mora (ce qui est assez critiquable et incite à une accentuation fautive qui insiste trop sur la deuxième note).
À la place d'un épisème, St Gall marque parfois un élargissement   par la lettre T signifiant « Tenete », ce qui représente peut être un élargissement légèrement plus long. Inversement, pour insister sur le fait que la valeur reste courte, un C  signifiant « Celeriter » est parfois ajouté.
En notation cursive, l'épisème est également utilisé pour indiquer que la clivis fait pressus avec le groupe précédent. Sa retranscription en notation carrée n'est pas justifiée dans ce cas, puisque le pressus est directement visible sur la portée.
L'épisème sur la deuxième note () ne se trouve que dans des neumes composés, au début d'une descente  de type climacus. Ce type d'épisème traduit une deuxième note marquée, alors que le reste de la descente est plus rapide (on pourrait qualifier ce type de note de clivis flexa ou clivis subpunctis). Quand il est retranscrit par Solesmes, cet épisème est traduit par un signe d'ictus vertical. Une notation plus conforme à l'étymologie serait  une clivis suivie de deux « punctum », suivant la même logique que le climatus.

## Interprétation rythmique
L'accent de la clivis est toujours sur la première note. Par sa position mélodique, la première note de la clivis reçoit une attaque éventuelle et un petit accent d'intensité.
La première note est plutôt brève pour ce qui est de sa position rythmique, mais la ligne mélodique peut conduire à l'allonger légèrement dès que l'intervalle parcouru atteint ou dépasse la tierce, pour amortir le passage d'une corde modale à l'autre.
La deuxième note est en position de détente, que ce soit par sa hauteur ou par sa position seconde dans un rythme féminin. Elle est donc plus faible en intensité, mais peut être légèrement allongée.